# Terrain Referenced Navigation
Terrain Referenced Navigation (TRN) ist die geländedatengestützte Navigation mit Instrumenten. Es hat somit nichts mit dem Fliegen nach Sicht zu tun.

## Beschreibung des TRN-Verfahrens
Es handelt sich hierbei um ein Navigations-Verfahren, bei dem die aktuelle Position des Flugzeugs mittels eines Ausschnitts des Geländeprofils des jeweils überflogenen Gebietes, der Flugstrecke, unter Verwendung eines Digitalen Geländemodells bestimmt und für die Navigation zur Verfügung gestellt wird.
Um ein Geländeprofil während des Fluges zu ermitteln und aufzuzeichnen, gibt es verschiedene sensorische Möglichkeiten:
- Laserentfernungsmesser

wird selten eingesetzt.
Vorteil: exakte Höhe über der aktuellen Position in einem schmalen Punkt
Nachteil: nicht einsetzbar bei Wolken, Nebel etc.
- Radarhöhenmesser

wird fast ausschließlich eingesetzt.
Vorteile: keine Probleme bei Wolken, Regen, Nebel etc.
Nachteile: ungenaue Höhenbestimmung, da eine große Fläche abgetastet wird
Ein Stück des Geländeprofils mit einer Mindestlänge wird zuerst vorverarbeitet, bevor diese Daten für den eigentlichen Positionsbestimmungs-Algorithmus bereitgestellt werden können.
Der Positionsbestimmungs-Algorithmus verwendet das übergebene Stück Geländeprofil und vergleicht es mit den abgespeicherten Geländedaten seines Digitalen Geländemodells. Hierbei wird das Profil in einer Matrix in mehreren Schritten gleichmäßig in Ost- und West- sowie in Nord- und Süd-Richtung von einer angenommenen Position aus verschoben. Bei jedem der versetzten Flugprofile wird nun eine Vergleichsrechnung mit den im Digitalen Geländemodell vorhandenen Geländehöhendaten vorgenommen, wobei pro Vergleich im Matrixfeld ein Wert berechnet wird.
Nachdem in dieser Vergleichs-Matrix alle Werte bestimmt wurden, befindet sich die Position des Flugzeuges mit hoher Wahrscheinlichkeit dort, wo die Werte in der Matrix trichterförmig zum kleinsten Wert zulaufen. Das bedeutet, das Flugzeug ist dort, wo das Profil der sensorisch aufgezeichneten Geländehöhen mit den Höhenwerten des Digitalen Geländemodells am besten übereinstimmt.
Für die Vergleichsberechnung zwischen den gemessenen Geländehöhen und den digitalen Geländedaten in der Vergleichsmatrix können unterschiedliche Algorithmen der Statistik verwendet werden:
- MAD – Mean Absolute Distance
- MSE – Mean Square Error
- etc.

Ebenso wichtig wie das eigentliche Ergebnis der Positionsbestimmung beim TRN-Verfahren, welches die geographischen Koordinaten der Position liefert, ist die Integrität und die Genauigkeit dieses Wertes. Hierfür kann u. a. die Form des Trichters in der Vergleichsmatrix analysiert und bewertet werden. Darüber hinaus kann das Ergebnis mit anderen positionsliefernden Systemen, wie z. B. Laser-INS, GPS etc. bewertet und zu einem gemeinsamen Ergebnis integriert werden.

## Flugzeuge, bei denen ein TRN-System integriert wurde/wird
- Airbus A400M
- etc.

## Anwendungsmöglichkeiten des TRN-Systems
- Verwendung „nur“ zur Bewertung der anderen positionsbestimmenden Systeme (INS, GPS)
- Eigenständiges Positionsbestimmungssystem (TRN)

## Probleme beim TRN-System
- Beim Gelände
  - Das Gelände enthält zu wenig Geländesteigungen, oder es handelt sich um ein zu flaches Gelände.
  - Flüge über Wasser enthalten keine Höheninformationen. Es ist somit durchaus hilfreich für die Bewertung, zu wissen, über was für eine Objektart das Flugzeug gerade fliegt.
  - Mehrdeutigkeiten im Gelände bzw. in den Geländedaten. Es ist möglich, dass das Gelände mehrere ähnliche/identische trichterförmige Positionslösungen aufweist.
- Beim digitalen Geländemodell
  - Ungenügende Auflösung des verwendeten/vorhandenen Datenmaterials
  - Ungenügende Genauigkeit des verwendeten/vorhandenen Datenmaterials
  - Nicht vorhandenes Datenmaterial des überflogenen Gebietes
  - Kleinere fehlende Datenbereiche bei bestimmten Datenquellen (z. B. bei SRTM-Daten)
- Radarhöhenmesser
  - Zu großer Radarhöhenmesser-Austrittwinkel. Je größer diese sind, desto ungenauer werden die Ergebnisse.
  - Zu große Flugzeugquerwinkelbewegungen. Sind diese zu groß, kann kein Geländeprofil aufgenommen werden.
  - Zu große Flughöhe. Ist die Flughöhe zu groß, so wird der Ausleuchtebereich des Radarhöhenmessers zu groß, wodurch der Radarhöhenwert ungenauer wird.
- Vorgaben
  - Zu kleines Gebiet des Suchbereiches
  - Zu großes Gebiet des Suchbereiches; hierbei sind die Antwortzeiten des Systems nicht mehr tolerierbar.
  - Fehlendes Vorhandensein einer angenommenen Position, z. B. durch INS oder GPS
  - Die echte Position befindet sich außerhalb des Suchbereiches. Sie ist somit nicht auffindbar und führt zu falschen Ergebnissen.